# 光明坊
光明坊（こうみょうぼう）は、広島県尾道市（生口島）にある真言宗泉涌寺派の寺院。山号は仙容山。本尊は阿弥陀如来。せとうち七福神第四番。

## 歴史
伝承によれば、天平2年（730年）、聖武天皇の勅願により行基が建立したという。背後の丘（仙容山）の麓に塔頭が建ち並び、南庄（現在の御寺周辺）は元々海上流通の要所として繁栄しており寺勢も豊かであった。平安時代の末後白河上皇の皇女如念尼が入寺した縁から後白河上皇より生口南庄を寺領として寄進されさらに繁栄した。
しかし、海上流通の拠点が生口島北部の瀬戸田付近に移動するとともに地域は没落し複数あった塔頭もなくなり現在の光明坊を残すのみとなった。

## 伝説・伝承
松虫・鈴虫
松虫、鈴虫は今出川左大臣の息女で姉は19歳、妹は17歳、共に容色優れて麗しく、後鳥羽上皇に召され、殊のほか寵愛されたが、1206年（建永元年）12月9日上皇が紀州熊野へ参詣の不在中、法然の弟子住蓮・安楽の獅子谷の六時礼讃念仏会に参詣し、帰依渇仰のあまり剃髪出家して名も妙智、妙貞と改めた。上皇はこのことを聞き憤怒して住蓮・安楽は死罪、法然は四国遠流になった(承元の法難#法難)。両名は上皇の追補を逃れ妙念尼を頼り来島、念仏三昧の生涯を過ごし、松虫は1222年（元仁元年）11月18日36歳で、鈴虫は1235年（嘉禎元年）4月29日45歳で亡くなったという。
白檀の大樹
法然、四国への配流の途中にこの寺に迎えて妙念尼・妙智・妙貞はその説法を受けた。
そのおりに法然が自らの杖「白檀の杖」を当時の境内に差し「わたしが弘める教えは、ただ南無阿弥陀仏と唱えていれば誰でも苦しみや悩みが消えて救われるという教えであるが、古い仏教を信じている人々は、この教えをまちがっていると反対している。もし、本当にこの教えが正しければ、この杖から芽が出、枝が出てくるだろう。」という意味の言葉を残した。しばらくして、杖から枝が生えそれが大きく育ったという。今境内にあるイブキビャクシンの老木のことである。
大樹の逆枝
白檀の大樹はそのまま勢い良く育っていったが、枝が境内地を越え田畑へと延びていった。日が翳ることを心配した村人が大樹の枝を払うことを相談していたが、一夜にして枝が向きを変え境内へと延びていた。
法然上人流血の尊像
法然が自ら刻んだ木像を安置していたが、江戸時代初頭に黒谷金戒光明寺が焼失、幕命により上人像を送り出した。その後、当寺の住職が上人の夢を見、檀徒の池田市左衛門を使いとして彫刻師を求めて上方へ向かう途中、岡山の宿で偶然堺の仏師藤原源太夫と出会った。その言によると法然上人の霊夢によって生口島に下っているという、そこで共に帰り来たって上人の像を刻んだ。池田氏試みに像の喉元にあたる部分にノミを突き当てれば鮮血ほとばしり出でた、いまだにその後が薄黒く残るという。

## 文化財

### 重要文化財（国指定）
- 木造阿弥陀如来坐像[2]
- 孔雀鎗金経箱（くじゃくそうきんきょうばこ）- 東京国立博物館寄託
- 光明坊十三重塔[3]

### 県指定重要文化財
- 金銅有頸五輪塔
- 紺紙金銀泥大乗十法経
- 紺紙金銀泥無量義経
- 紺紙金泥大毘盧遮那成仏経 巻第五
- 銅製地蔵菩薩懸仏

### 県指定天然記念物
- イブキビャクシン